# Coupe d'Angleterre de rugby à XIII 2020
Navigation
Édition précédente Édition suivante
La Coupe d'Angleterre de rugby à XIII 2020 (dite Coral Challenge Cup pour des raisons commerciales) est la 119e édition de la Coupe d'Angleterre, compétition à élimination directe mettant aux prises des clubs de rugby à XIII amateurs et professionnels affiliés à la Rugby Football League. Des clubs anglais, gallois, écossais, un club français et un club canadien y participent. La compétition se déroule du 11 janvier 2020 au 17 octobre 2020. La finale est prévue après huit tours à élimination directe mettant aux prises les clubs amateurs et professionnels et est programmée le 17 octobre 2020 au stade de Wembley. Les rencontres sont diffusées en direct au Royaume-Uni sur BBC Sport et Sky Sports.
Elle est remportée pour la quatorzième fois par le club de Leeds qui bat Salford sur le score de 17 à 16, dans un stade de Wembley sans spectateurs en raison de la crise sanitaire liée au Covid 19.

## 6etour
Légende : (1) Super League.
| 22 août 2020 14:30 | Dragons Catalans (1) | 36 - 24 | (1) Wakefield | John Smith's Stadium, Huddersfield Arbitre : C Kendall |
| 22 août 2020 14:30 |                      |         |               | John Smith's Stadium, Huddersfield Arbitre : C Kendall |
| 22 août 2020 14:30 |                      |         |               | John Smith's Stadium, Huddersfield Arbitre : C Kendall |

| 13 septembre 2020 15:00 | Castleford (1) | 16 - 29 | (1) Hull FC | Totally Wicked Stadium, St Helens Arbitre : L Moore |
| 13 septembre 2020 15:00 |                |         |             | Totally Wicked Stadium, St Helens Arbitre : L Moore |
| 13 septembre 2020 15:00 |                |         |             | Totally Wicked Stadium, St Helens Arbitre : L Moore |

## Quart de finale
Légende : (1) Super League.
| 18 septembre 2020 18:00 | Dragons Catalans (1) | 18 - 22 | (1) Salford | Totally Wicked Stadium, St Helens Arbitre : B Thaler |
| 18 septembre 2020 18:00 |                      |         |             | Totally Wicked Stadium, St Helens Arbitre : B Thaler |
| 18 septembre 2020 18:00 |                      |         |             | Totally Wicked Stadium, St Helens Arbitre : B Thaler |

| 18 septembre 2020 20:15 | Leeds (1) | 48 - 18 | (1) Hull KR | Totally Wicked Stadium, St Helens Arbitre : L Moore |
| 18 septembre 2020 20:15 |           |         |             | Totally Wicked Stadium, St Helens Arbitre : L Moore |
| 18 septembre 2020 20:15 |           |         |             | Totally Wicked Stadium, St Helens Arbitre : L Moore |

| 19 septembre 2020 14:30 | Warrington (1) | 20 - 18 | (1) St Helens | AJ Bell Stadium, Barton upon Irwell Arbitre : C Kendall |
| 19 septembre 2020 14:30 |                |         |               | AJ Bell Stadium, Barton upon Irwell Arbitre : C Kendall |
| 19 septembre 2020 14:30 |                |         |               | AJ Bell Stadium, Barton upon Irwell Arbitre : C Kendall |

| 19 septembre 2020 17:00 | Hull FC (1) | 4 - 36 | (1) Wigan | AJ Bell Stadium, Barton upon Irwell Arbitre : R Hicks |
| 19 septembre 2020 17:00 |             |        |           | AJ Bell Stadium, Barton upon Irwell Arbitre : R Hicks |
| 19 septembre 2020 17:00 |             |        |           | AJ Bell Stadium, Barton upon Irwell Arbitre : R Hicks |

## Demi-finales
Légende : (1) Super League.
| 3 octobre 2020 14:30 | Leeds (1) | 26 - 12 | (1) Wigan | Totally Wicked Stadium, St Helens Arbitre : C Kendall |
| 3 octobre 2020 14:30 |           |         |           | Totally Wicked Stadium, St Helens Arbitre : C Kendall |
| 3 octobre 2020 14:30 |           |         |           | Totally Wicked Stadium, St Helens Arbitre : C Kendall |

| 3 octobre 2020 17:00 | Salford (1) | 24 - 22 | (1) Warrington | Totally Wicked Stadium, St Helens Arbitre : L Moore |
| 3 octobre 2020 17:00 |             |         |                | Totally Wicked Stadium, St Helens Arbitre : L Moore |
| 3 octobre 2020 17:00 |             |         |                | Totally Wicked Stadium, St Helens Arbitre : L Moore |

## Finale (17 octobre 2020)
(mt : 12 - 6)
Homme du match :  Richard Myler
Points marqués : 
- Leeds : 3 essais de Briscoe (12e) et Handley (31e et 64e) ; 2 transformations de Martin (13e et 32e) ; 1 drop de Gale (76e).
- Salford : 3 essais de Williams (19e), Pauli (53e) et Greenwood (59e) ; 2 transformations d'Inu (20e et 60e).

Évolution du score : 6-0, 6-6, 12-6 (mi-temps), 12-10, 12-16, 16-16, 17-16
Arbitre :  Liam Moore
Spectateurs : 0
Composition des équipes :
- Leeds : Richard Myler - Tom Briscoe, Konrad Hurrell, Liam Sutcliffe, Ash Handley - Robert Lui, Luke Gale - Ava Seumanufagai, Kruise Leeming, Mikolaj Oledzki, Alex Mellor, Rhyse Martin, Matt Prior - Brad Dwyer, Alex Sutcliffe, James Donaldson, Adam Cuthbertson - Entraîneur : Richard Agar
- Salford : Niall Evalds - Rhys Williams, Kallum Watkins, Kris Welham, Krisnan Inu - Tuimoala Lolohea, Kevin Brown - Lee Mossop, Joey Lussick, Gil Dudson, Tyrone McCarthy, James Greenwood, Mark Flanagan - Sebastine Ikahihifo, Pauli Pauli, Luke Yates, Greg Burke - Entraîneur : Ian Watson

## Médias
Poursuivant une tradition ininterrompue, la BBC diffuse la coupe sur ses chaines nationales principales ( BBC 1 ou BBC 2) au Royaume-Uni.